# نهر تايز

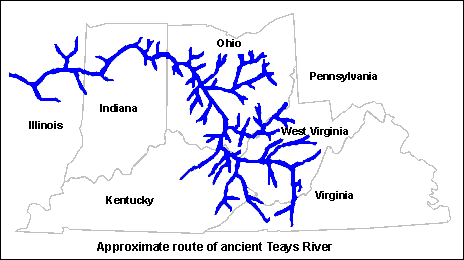
شبكة نهر تيس ، التي كانت موجودة قبل الانهيار بسبب الأنهار الجليدية خلال العصر الجليدي الأخير. تعتمد إعادة الإعمار على اكتشاف الوديان الكبيرة المدفونة في وست فرجينيا وأوهايو وإنديانا وغيرها من الأدلة.

نهر التيز Teays /ˈteɪz/  (كما يلفظ، تايز) هو نهر تشكل في العصر الجليدي ويقع بالقرب من نهر أوهايو في منطقة تجمع المياه، فقد نشأت هذة التجمعات في المصب المنطقة الشمالية. تشكل نهر تايز تمثيل في شمال أوهايو وإنديانا عن طريق مجموعة شبكات من الوديان والأنهار. فأكبر مصب لنهر تايز هو نهر كاناوها الذي يقع في ولاية فرجينيا الغربية ، والذي يعد امتدادًا للنهر الجديد. يرتبط اسم نهر تايز بوادي تايز والمسدود منذ عام 1910. ونسبه لقربه من نهر كاناوها فيجدر بنهر تايز تسميته بنهر كانوها. ويستخدم المصطلح تايز لمناقشة مواضيع تتعلق بجزء النهر السفلي لنهر كاناوها. فتقريبا تبلغ مساحة نهر تايز بشكل مقرب من مساحة نهر أوهايو. فقد كانت منابع النهر تايز تتدفقمن مكان بالقرب من بلوينج روك بولاية نورث كارولينا؛ ثم بدأت بعدها تتدفق عبر أنهار فرجينيا ووست فرجينيا وأوهايو وإنديانا وإلينوي. (هانسن، 1995). كان أكبر مساهم لتدفق لنهر تايز هو نهر كنتاكي القديم (تيلر 1991) ، والذي امتد من جنوب كنتاكي عبر فرانكفورت ثم تدفق بعد ذلك إلى الشمال الشرقي، حيث يلتقي بالأنهار المساهمة الأخرى وينضم بعدها لنهر تايز.

## تدفقات نهر تايز
الانهار المنتشرة في شمال شرق كنتاكي وجنوب أوهايو  قد نشأت في زمن ما قبل الاانسان. فقد تم دراسة عمر نشأت نهر نبراسكان وصنف بأنه أقدم من نهر كاناسان، وبعد ذلك صنف كاناسان على أنه بقايا الرواسب خلفها نهر نبراسكان الجليدي. عبر مرور الوقت الغطاء الجليد نهر تايز، فقد كان ما قبل العصرالجليدي بحيرات واضحة وبرك وبعدعا تحولت إلى بحيرات جليدية. وقد أدى ارتفاع المياه إلى تحويل طبقة النهرالعلوية لنهر أوهايو إلى طبقة جليدية. وبالتالي زادت احتمالية بأن نهر نبراسكان نشأ وتشكل في عصر وما قبل الإنسان عوضا عن ترجيح احتمالية تشكله في العصر الجليدي. ومع انحسار نهر نبراسكان الجليدي، فقد اندمجة طبقة نهر كاناوها العليا (لنهر تايز)في ولاية أوهايو في العصر ما قبل الجليدي، يبدو أن سليلًا قصيرًا المدى قد حدث في نهر تايز في غرب وسط أوهايو وقطع مسافة عبر أوهايو، وإنديانا وإلينوي وذلك خلال العصور الجليدية وسميت لاحقا بمرحلة الأفتون.
تم اكتشاف تسلسل من التكونات الصخرية في شمال إنديانا، فإن المنحدرات الممتدة على طول نهر تايز وروافده ستوفر فهمًا أوضح لطبقات الأرض في شمال إنديانا. ومن المحتمل أن يكون الجزء السيلوري بأكمله في أسفل الحجر الجيري  وطذلك في الجزء العلوي الذي يعود للعصر الأردو فيشي والذي يقع بالقرب من لافونتاين. وفي مقاطعة واباش، تكون جزء من وادي تايز فوق شرفات واسعة وذلك على ارتفاع حوالي 600 قدم (180 م). ومن مستوى هذا الشرفة، ترتفع صخور الأساس تدريجياً إلى ما يقارب 700 قدم (210 م) على سطح ليكسينغتون المصقول. من المحتمل أن تتوافق نتائج فحوصات هذه المدرجات مع عمر السطح المتآكل في المناطق غير الجليدية المعروفة باسم باركر ستراث، والتي نتجت بسبب التآكل وانتهت قبل مرحلة ولادة الإنسان في العصر الجليدي وتسمى بمرحلة ما قبل إلينوي. وارتبطة هذه الأحداث  بعصور ما قبل نهر نبراسكان. وربما حدث تآكل في طبقة باركر في بداية العصر الجليدي قبل التجديد المرتبط بالتجلد في نبراسكان وبعده. ويشير المظهر العام وقياس العرض لنهر على طول وادي تايز في إنديانا إلى أنها لا تمثل سوى تجديد بسيط بعد دورة ليكسينغتون.
في غرب فرجينيا، يدفق نهر تايز في وديان نهر نيو الحديث ونهر كاناوا (هانسن، 1995). ثم يتدفق غربًا إلى مقاطعة سيوتو ، أوهايو وبعدها إلى مقاطعة روس، أوهايو ، بالقرب من تشيليكوث. ثم يختفي الوادي تحت الرواسب الجليدية ولكن ويمكن تتبعه من خلال آبار المياه ووسائل أخرى (هانسن، 1995). تم العثور على سبع صخور رسوبية داخل وادي نهر تايز (Andrews ، 2004). وفي أجزاء من ولاية أوهايو، يصل الوادي المحصور إلى 2 ميل (3.2 كـم) عرضًا، وتتمتد في الأسفل على بعد 500 قدم (150 م) من الرواسب الجليدية (هانسن، 1995).

## الموقع
كان نهر تايز يتدفق من الشمال إلى الشمال الغربي وكان موجودًا قبل العصور الجليدية البليستوسينية أي قبل 2.5 مليون سنة. تدفق نهر تايز عبر جنوب غرب فيرجينيا الغربية ، بين كنتاكي وأوهايو، والشمال الغربي عبر أوهايو (انظر الشكل التوضيحي). ثم تدفق نهر تايز تحت ما يُعرف حاليًا باسم لافاييت بولاية إنديانا وشمال شامبين بولاية إلينوي ، ومن المحتمل أنه كان يمر بالتزامن مع نهر إلينوي الحالي.
تم تحريف شكل نهر تايز ومحوه بشكل كبير من خلال تقدم الأنهار الجليدية ومياهها الذائبة نحوه. فقد كانت هذه الأنهار الجليدية الزاحفة عبارة عن صفائح جليدية ضخمة المساحة، والتي بدأت تغطي أجزاء كبيرة من ولاية أوهايو وولايات أخرى التي تقع في اتجاه مجرى النهر (غربا) لأوهايو بين 2.5 و3 ملايين سنة مضت.و تسبب وجود هذه الصفائح الجليدية في تشكل عدة البحيرات مثل (بحيرة تايت، وبحيرة مونوجاهيلا، وغيرها) على طول نهر تايز والأنهار المرتبطة به. وقد تسبب تدفق هذه البحيرات إلى الوديان المنخفضة والتي على مقربة من أنهار جديدة. فهذه الأنهار الجديدة - التي تشكلت منذ حوالي مليوني سنة - تجمع نهري أوهايو وسيوتو الحاليين، اللذلان يرتبطا بنهر تايز عبر الادلة والمؤشرات المكتشفة.

### فرجينيا الغربية
نهر تايز كان المسار الرئيسي لسلسلة أنهار ما قبل العصر الجليدي. فقد كانت منابعها تقع بالقرب من الجرف الشرقي لبلو ريدج ، على حافة هضبة بيدمونت في نورث كارولينا وفيرجينيا. ونشأ النهر الجديد كاناوها، من منبع يقع في أقصى الجنوب لنهر تايز، في مقاطعة واتوغا بولاية نورث كارولينا في بلو ريدج. هذه المنطقة تقع شمال شرق أشفيل. ويتدفق في زاوية قريبة باتجاه الشمال الشرقي، وبعدها يتجه شمالًا ف زاوية 90 درجة إلى الغرب وهكذا ينضم لنهر جولي. وبعدها إلى نهر كاناوها. ويستمر هذا المسار إلى الشمال الغربي لتشارلستون. باسم النهر الجديد، فينضم اإليه نهر جرين برير وبلوستون أونهر الحجر الأزرق. في تشارلستون، في كاناوه، وينضم إليها أيضا نهر إلك. في نفس المسار. يسير نهر تايز عبر جبال الأبلاش المطوية.
يختلف عرض الوادي بمساحة، 0.75 إلى 1.25 ميل (1.21 إلى 2.01 كـم) ، بمتوسط 1 ميل (1.6 كـم). الوادي يقطع ميلاً واحدا وذلك في عدم وجود أي تيار بمعدل 30 ميل (48 كـم) من سانت ألبانز إلى هنتنغتون. لا شك أن تيارًا سريع التحرك يجري في الوادي المهجور. يقترب نهر جايدوت من منطقة هنتنغتون، وينضم إلى المسار العام للنهر القديم بدءًا من باربورسيفل ويتبعه شمالًا حتى ينحرف النهر السابق غربًا فوق التلال الجنوبية لهنتنغتون، وبعدها يسير في وادي نهر أوهايو متجهًا غربًا نحو كنتاكي. ان نهر اوهايو يتبع نفس مسار نهر تايز حتى يغادر نهر أوهايو من الطرف الشمالي من كاتليتسبيرغ حيث يذهب إلى جنوب آشلاند في ويلرسبيرغ. ان نهر أوهايو يتبع مسار الوادي الاصلي كما هو موضح في المسطحات المائية في جنوب آشلاند والمدرجات المائية بين فرنكلينفورماس وويلس بيرج. وفي ويلسبيرج، يتدفق نهر تايز شمالًا عبر مينفورد وستوكديل وبيفر، ويصل إلى ويفرلي من خلال وادي مفتوح.

### أوهايو
يُعرف نظام مسار نهر تايز في ولاية أوهايو باسم باركر ستريث. فنهر تايز يسير امتدادا عبر أوهايو في اتجاه شمالي غربي من هنتنغتون ، فيرجينيا الغربية والتي تأثرت بالانجرافات الجليدية. ثم يمتد هذا المسار من تشيليكوث إلى حدود إنديانا، بالقرب من جراند ليك سانت ماريز. تآكل نهر سيكوتو ودمر أجزاءا من وادي تايز من جهة ويفرلي وإلى ريتش موندال، وبقية اساسياته موجودة وتشكلت كمسطحات مرتفعة في المرتفعات القريبة من أوميغا وهيجبي.و يواصل امتداد نهر تايز شمالًا إلى تشيليكوث، حيث يختفي تحت طبقات من انجرافات ويسكونسن. يمكن اتباع نهر تايز من تشيليكوث في الاتجاه الشمالي الغربي بعد اندرسونفيل، ويتدفق من الجزء الجنوبي الغربي من مقاطعة بيكوي، بعد أتلانتا. ويعبر الجزء الشمالي الشرقي لمقاطعة فاييت بالقرب من واترلو، ويمتد في اتجاه شمالي غربي بعد لندن في مقاطعة ماديسون، إلى فيينا في مقاطعة كلارك. ويسير نهر غروفبورت مع نهر تيز فأدى إلى جفاف الجزء الأوسط من أوهايو. يسير نهر تايز في الاتجاه الغربي في فينا، إلى نقطة بالقرب من سبرينغفيلد، في مقاطعة كلارك، ثم يتابع إلى الشمال الغربي بعد بولوسفيل وسانت باريس في مقاطعة شامبين، وسيدني وآنا وبوتكينز، في مقاطعة شيلبي، إلى الجنوبي الشرقي في واشنطن تاونشيب في مقاطعة أوغليز، وينضم في السير من جهة الشمال من واباكونيتا كريك. يسير تهر تايز غربًا عبر قرية ميرسر إلى روكفورد. بعها يسيرالى الغرب إلى ولاية أوهايو - إنديانا في مقاطعة ميرسر.

### إنديانا
يعبر وادي تايز إنديانا في مقاطعة جاي ويتجه نحو الغرب. ثم يسير إلى الشمال الغربي 3 ميل (4.8 كـم) غرب لافونتين عابرا مقاطعة ميامي جنوب نهر واباش . ليصب مقاطعة تيبيكانوي ، ويسير غربًا عبر مقاطعة بينتون الجنوبية وإلى إلينوي. (فيدلار، 1948، ص. 12-15).

### إلينوي
يسمي مسلر الوادي بماهوميت في إلينوي. (هوربيرج، 1945، ص. 349-350). فيتجه غربًا عبر الولاية، ثم إلى الوادي الأساسي لنهر إلينوي .

## مرحلة تعمق الوادي
هذه المرحلة تشمل جزء من وادي تايز وبعض من الوديان الجليدية الأخرى البارزة في شكل نحت الصخور مثل صخرة بيد في منطقة البحيرات الكبيرة. ويشمل وادي أوهايو ، بالقرب من ماديسون، إنديانا، وذلك قبل العصر الجليدي؛  في وادي واباش، ووادي المسيسيبي. تبلغ مساحة قاع وادي تايز في ولاية فرجينيا الغربية 200 قدم (61 م) فوق سطح وادي كاناها وأوهايو، والمسطحات الصخرية الموجودة لا تقل مساحتها عن عن 15 قدم (4.6 م). وهنا نرى ان العمق لا يظهر بشكل واضح وذلك لانحراف مجرى المسار العلوي من كاناوها، تايز إلى نهر أوهايو (Stout، Ver Steeg، and Lamb، 1943، pp. 78–79). وسجل أدنى ارتفاع صخري على طول مجرى وادي تايز عبر مقاطعة واباش 410 قدم (120 م) فوق سطح البحر بالقرب من لافونتين.و يبلغ متوسط تدرج وادي ماهوميت فوق بيردستاون، في إلينوي، حوالي 7 بوصات لكل ميل (11.1) سم / لكل كيلومتر). ان الأرتفاع الحقيقي يكون تحت السهول الفيضية الحالية لنهر واباش بحوالي 410 قدم (120 م). ويظهر المظهر الخارجي لوادي تايز بشبه أقرب للمضيق. فحوافه شديدة الانحدار ب 200 قدم (61 م) يمكن رؤية الخندق المسدود بوضوح. هذا القسم منة الوادي يُطلق عليهه باسم «المرحلة العميقة» في العصر جليدي.

## الروافد «التوابع»

### وديان أوهايو
وفي جنوب ولاية أوهايو، تأتي روافد الوادي عبر التلال المجاورة، وانخفض مع مرور الوقت بشكل ملحوظ: التدرجات الوائية المنخفضة ووديان تكون باإتجاه المعاكس للوادي، في تشكل شجيري أنماط مختلفة. وتأتي أكثر الروافد من نهر مارتيا لولاية أوهايو، ومن نهر هامدين، ومن نهر ألباني، وبارلو كريك، ونهر بورتسموث، ونهر لوغان، وبريمن كريك، وبوتنام كريك، ونهر كامبريدج، ونهر غروفبورت، وميكانيكسبورج كريك، وواباكونيتا كريك. نهر سينسيناتي أيضا يت\فق عبر الشمال الشرقي من الجزء الجنوبي الغربي لولاية أوهايو إلى دايتون، لينضم إلى نهر تايز. تشكلة في مسار نهر تايز فجوة بفعل الجليد وفتشكلت مستجمعات مائية في ميامي. اليوم لا تشير سجلات الآبار على وجود منخفض مائي كبير، فهو يسير شمالًا ويتجمع بكمية كافية بسبب التيار، هذا يشير لتجمع نهر سينسيناتي.

### وادي الأنقليس ما قبل عصر الجليد
يتبع وادي الأنقليس في مقاطعة واباش بولاية إنديانا أحد روافد النهر منذ العصورالجليدية لنهر تايز. (هوربيرج، 1945، ص. 357). ومرحلة العمق أو التعمق تكون عند تقاطعها مع وادي تايز، 400 قدم (120 م) وأقل من 400 قدم (120 م) فوق سطح البحر. التابع للوادي لا يرتفع أكثر عن 500 قدم (150 م) في مقاطعة واباش.

### وديان إلينوي
أحد الروافد يدخل من الشمال إلى وادي ماهوميت بالقرب من باكستون، وروافد أخرى تابعة من الاتجاه الجنوب وشمال دانفيل وفي مقاطعات لوغان ومينارد الغربية.

## الزوال
بشكل إجباري يعبر كاناوها، نهر تايز فجوة بسبب عودة المسطح الجليدي لورينتين إلى مكان التدفق الشمالي للنهر. حيث تغير المسار خلال نبراسكان أو ما يسمي الجليد القديم في إلينوي. هذا النحراف المساري تواجد في الوادي من كانسان في أواخر عصر ما قبل الجليد.

## ما تبقى اليوم
تتواجد البقايا اليوم من نهر تايز، وهي وديانًا كبيرة تحتوي تيارات صغيرة مثل (واد يبلغ عرضه ميلًا عبر هنتنغتون إلى سانت ألبانز في فيرجينيا الغربية ويمتد شمالًا من ويلرسبورغ في أوهايو). يمكن رؤية هذه الوديان على الصور الجوية والأقمار الصناعية. ومع ذلك، لا يزال نهرا أوهايو وسكيوتو لهما تكون صغير من بعض الوديان المتواجدة.و يتدفق سكيوتو عبر الوادي من الاتجاه المعاكس في الجنوب للاتجاه الذي يسلكه من الشمال.

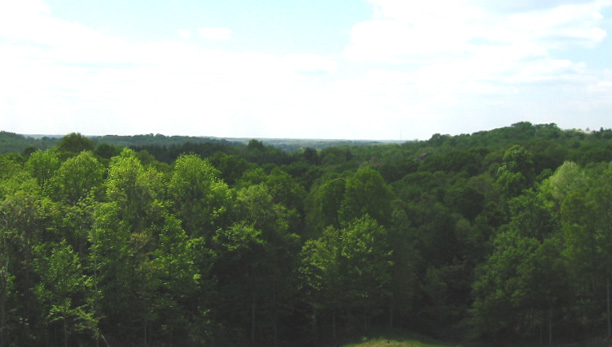
هضبة الآبالاش بالقرب من أثينا في جنوب شرق أوهايو. تميزت الهضبة بتلال منخفضة متعرجة وأنهار بطيئة الحركة حتى أزالت الأنهار الجليدية الجداول الإقليمية. التلال البعيدة هي في الواقع سطح مرتفع مسطح أسفل ألباني ، أوهايو. ويوجد أسفل السطح المسطح أرض شاحبة ضحلة، مليئة الآن برواسب البحيرات الجليدية. غذت Paleovalley نهر Teays مرة واحدة وتحتوي على رواسب الأنهار والبحيرات. تم التخلي عن الوادي بعد تشكل نهر أوهايو وقطعت الجداول المحيطة به إلى أسفل لزيادة أعماق الوادي.

تم تحريف شكل نهر تايز ومحوه بشكل كبير من خلال تقدم الأنهار الجليدية ومياهها الذائبة نحوه. فقد كانت هذه الأنهار الجليدية الزاحفة عبارة عن صفائح جليدية ضخمة المساحة، والتي بدأت تغطي أجزاء كبيرة من ولاية أوهايو وولايات أخرى التي تقع في اتجاه مجرى النهر (غربا) لأوهايو بين 2.5 و3 ملايين سنة مضت.و تسبب وجود هذه الصفائح الجليدية في تشكل عدة البحيرات مثل (بحيرة تايت، وبحيرة مونوجاهيلا، وغيرها) على طول نهر تايز والأنهار المرتبطة به. وقد تسبب تدفق هذه البحيرات إلى الوديان المنخفضة والتي على مقربة من أنهار جديدة. فهذه الأنهار الجديدة - التي تشكلت منذ حوالي مليوني سنة - تجمع نهري أوهايو وسيوتو الحاليين، اللذلان يرتبطا بنهر تايز عبر الادلة والمؤشرات المكتشفة.
نظام نهر أوهايو ولاية ميسيسيبي الحالي يحتوي على عدد من الميزات غير المعروفه كثيرا مثل الأسماك فعدد منها يعود للعصر الجوراسي والتي هي من اسماك نهر تايز، مثل سمك البوفن البدائي (أميا كالفا) وسمك غارس (ليبوسيستوس spp).

## اكتشاف
تم اكتشاف نهر في تايز، فيرجينيا الغربية وقد سمي نسبة لقرية اسمها تيز والذي اطلقه عليها العالم الجيلوجي وليام G. ديج (1865-1910). تتكون قرية تايز من مجتمع صغير العدد بلقرب من وادي تيز، ففي الماضي كان النهر يبلغ ذروته من العمق .
في عام 1886، أدرك جيرارد فوك أن الوادي الواقع غرب تشيليكوث بولاية أوهايو كان أكبر من بينت كريك. وادعى أنه كان لابد من وجود نهر كبير لإنشاء وادي اوسع واعمق. لم يوافق أي أحد من المختصون في الجيلوجيا المعروفو على ما اراد. في عام 1903، رأى ويليام جي تايت، أستاذ في جامعة دينيسون في جرانفيل بولاية أوهايو ، نفس النوع من الوادي ووجود جدول صغير ممتد في تشارلستون وإلى نهر أوهايو. فلم يكن هناك أي مسار مائي صغير خارج سانت ألبانز ، فيرجينيا الغربية. وهناك، يتجه نهر كاناواها شمالًا. وقد سعى البروفيسور تايت لإقناع المختصون في الجيلوجيا بأن هذا الوادي كان يمر من خلاله نهرا يمتد عبر أوهايو وإنديانا وإلينوي ويمر أيضا عبر واد أصبح الآن محصورا وذلك من خلال رواسب جليد، ولكن لم يقنع المختصون بهذا. أطلق لاحقا اسم نهر تايز، وذلك نسبة لقرية في فيرجينيا الغربية .

## الأسماء
تمت تسمية وادي Teays Valley ، وWest Virginia وAshville ، منطقة المدارس المحلية Teays Valley في أوهايو على اسم النهر السابق.

## روابط خارجية
- NPS.gov: جيولوجيا النهر الجديد
- USGS: نهر تيس